# Daniel Heggli
Daniel Heggli (* 21. April 1962) ist ein ehemaliger Schweizer Radrennfahrer.

## Sportliche Laufbahn
Heggli war  Strassenradsportler. Bei den UCI-Strassen-Weltmeisterschaften 1982 gewann er gemeinsam mit Alfred Achermann, Richard Trinkler und Urs Zimmermann die Silbermedaille im Mannschaftszeitfahren. Das Schweizer Team mit Heinz Imboden, Daniel Heggli, Othmar Häfliger und Benno Wiss konnte 1983 erneut die Silbermedaille bei den Weltmeisterschaften gewinnen. Im Einzelrennen der Weltmeisterschaft 1982 wurde Heggli 51., 1983 kam er auf den 20. Rang des Rennens.
1981 hatte er einen ersten Erfolg mit dem 3. Platz in der Tour du Jura. 1982 siegte er im Etappenrennen Cinturón Ciclista Internacional auf Mallorca und in der Berner Rundfahrt. 
Die Tannenberg-Rundfahrt 1982 beendete er hinter Hubert Seiz auf dem 2. Platz. In der Meisterschaft von Zürich für Amateure wurde Heggli beim Sieg von Kilian Blum Dritter, ebenso in der Stausee-Rundfahrt Klingnau. Im Grand Prix Guillaume Tell kam er auf den 8. Rang der Gesamtwertung. In der Österreich-Rundfahrt kam er mit dem 4. Platz als bester Schweizer ins Ziel. Im Circuit Franco-Belge 1983 wurde er Zweiter, Pruntrut–Zürich beendete er als Dritter. In der nationalen Meisterschaft im Strassenrennen wurde er Zweiter hinter Heinz Imboden. In der Tour de l’Avenir 1983 wurde er 25. der Gesamtwertung. In der Schweden-Rundfahrt kam er auf den 25. Gesamtrang.